# Streamline Express

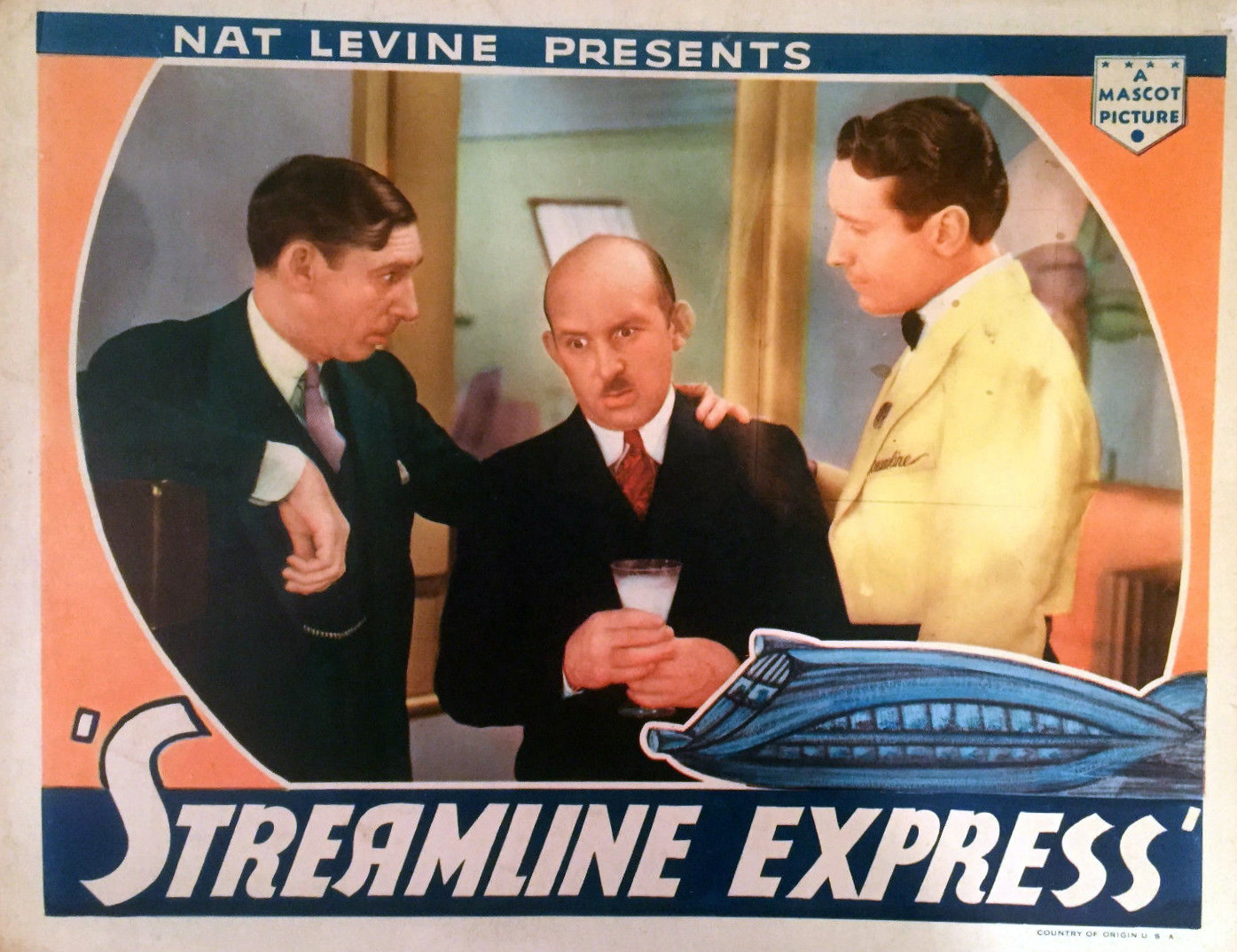
Carte promotionnelle du film.

Streamline Express est un film américain réalisé par Leonard Fields et sorti en 1935.

## Fiche technique
- Réalisation : Leonard Fields
- Scénario : Leonard Fields, David Silverstein, Olive Cooper d'après une histoire de Wellyn Totman
- Production : Nat Levine, George Yohalem
- Photographie : Jack A. Marta, Ernest Miller
- Montage : Joseph H. Lewis
- Pays de production :  États-Unis
- Genre : Comédie[1]
- Distributeur : Mascot Pictures
- Durée : 71 minutes
- Date de sortie : 15 septembre 1935

## Distribution
- Victor Jory : Jimmy Hart
- Evelyn Venable : Patricia Wallace
- Esther Ralston : Elaine Vincent
- Erin O'Brien-Moore : Mary Bradley
- Ralph Forbes : Fred Arnold
- Sidney Blackmer : Gilbert Landon
- Vince Barnett : Mr. Jones
- Clay Clement : John Bradley
- Bobby Watson : Gerald Wilson
- Lee Moran : Larry Houston
- Syd Saylor : Smith, un Steward
- Libby Taylor : Fawn, Patricia's Maid
- Edward Hearn : Mack, a Purser
- Allan Cavan : Senior Conductor
- Wade Boteler : Baggage Gateman
- Harry Tyler : Steve
- Tommy Bupp : Wilbur un garçon
- Morgan Brown : Bartender
- Jack Raymond : Bagagiste
- C. Montague Shaw : médecin
- Lynton Brent : Radio Operator
- John Ridgely : Second Steward
- Theodore von Eltz